# Józef Szczutowski
Józef Szczutowski – major I Brygady Kawalerii Narodowej Stefana Lubowidzkiego, uczestnik wojny polsko-rosyjskiej 1792 roku, odznaczony Orderem Virtuti Militari w 1792 roku.